# Johannes Vennekamp
Johannes („Josi“) Vennekamp (* 12. März 1935 in Istanbul) ist ein deutscher Grafiker und Maler und Bildhauer.

## Leben
Johannes Vennekamp ist als Maler Autodidakt. Er gründete 1963 zusammen unter dem Patronat von Günter Bruno Fuchs mit Uwe Bremer, Albert Schindehütte und Arno Waldschmidt die Werkstatt Rixdorfer Drucke in Berlin. Zu dieser Zeit lebte er sowohl in Berlin als auch in Recklinghausen. 1974 zog Johannes Vennekamp mit der Werkstatt Rixdorfer Drucke nach Gümse um. 1980 schöpfte er erstmals Papier, das er seit 1990 zu Papierskulpturen verarbeitet. 1989 widmeten die Künstler der Rixdorfer Drucke dem Fußball unter dem Titel „Zum Ballspiel“ eine Ausstellung im Kunstverein Elmshorner Torhaus aus. Im Jahr 2001 stellte Johannes Vennekamp in einer Einzelausstellung zum Thema „Auto“ im Kunstverein Elmshorner Torhaus aus.
Er malte zahlreiche Musiker-Porträts und fertigte Radierungen, die auf Notenpapier gedruckt werden. Seit 1994 erarbeitet er vermehrt wieder farbige Holzdrucke. Lettern sind in seinen Werken stark eingesetztes Gestaltungselement. Heute lebt Johannes Vennekamp in Berlin und in der Nähe von Gümse an der Elbe.

## Werke (Auswahl)
- Der Sperling und andere Vögel. Siebenundzwanzig Bilderbogen und ein Gedicht von Günter Bruno Fuchs. Stierstadt, Eremiten-Presse 1964.
- Aero-Mastix. 8 (7 signierte) nummerierte Farbradierungen. Landsatz 1978.
- Der Newton der kleinen Körper oder Das Ding unterm Hut. Ein Lesebuch des XIX. Jahrhunderts. Mit 11 sign. Orig.-Farbradierungen, 20 Farbtafeln und einige Textabbildungen.Hamburg, Merlin 1979.
- Die Zweiten Zehn. Autorenporträts. 10 zweifarbige Originalradierungen von Johannes Vennekamp, Verlag Faber & Faber, 2005.

## Buchillustrationen (Auswahl)
- Martin Walser. Ein Flugzeug über dem Haus und andere Geschichten, Mit 8 farbigen Originaltransparentlithographien und Textvignetten von Johannes Vennekamp, Verlag Faber & Faber, 2003.
- Horst Bingel. Stafettenlauf, mit Holzschnitten von Johannes Vennekamp, Corvinus Presse, 2011.

## Ausstellungen (Auswahl)
- 2015 Kunstverein Elmshorner Torhaus
- 2012 "Kreuz-Burger" international bekannte Berliner Handpressen, Foyer des Wiesbadener Rathauses
- 2008 Literaturhaus Stuttgart, Verpaarer – Johannes Vennekamp – Widmungsgedichte
- 2002 Kunstverein der Stadt Gatow bei Lüneburg, Bibliophile Werkverzeichnis von Johannes Vennekamp
- 1999 Kunstverein der Stadt Gatow
- 1982 Kunstverein Darmstadt
- 1965 Galerie im Centre, Göttingen (mit Lesung von Peter O. Chotjewitz zur Eröffnung)[1]
- 1963 Galerie im Centre, Göttingen (Eröffnung durch Heinz Raumschüssel)

## Auszeichnungen
- 1970: Biennale Krakau
- 2005 Victor Otto Stomps-Preis der Landeshauptstadt Mainz